# D (band)
 Der er for få eller ingen kildehenvisninger i denne artikel, hvilket er et problem. Du kan hjælpe ved at angive troværdige kilder til de påstande, som fremføres i artiklen.

 For alternative betydninger, se D (flertydig). (Se også artikler, som begynder med D)
D er et japansk visual kei rockband dannet i 2003 af Asagi, Ruiza og Sin, efter deres tidligere band Syndrome gik i opløsning.

## Historie
Bandet blev dannet i 2003, og udgav deres første EP New Blood den 18. juli. Kort efter udgivelsen blev guitaristen Ruzia indlagt med en ukendt sygdom og bandets anden guitarist, Sin, besluttede sig samtidig for, at forlade bandet. D gik herefter på en kort pause, mens Asagi og Hiroki fortsatte med at spille koncerter under navnet "Night of the Children" sammen med guitaristen Hide-Zou. Da Ruzia kommer ud fra hospitalet den 27. september, fortsatte bandet igen under navnet D, med Hide-Zou på guitar som erstatning for Sin. To måneder senere udgiver de deres føreste single "Alice" og den 7. januar året efter, udgav de deres anden EP Paradox.
I løbet af 2004 udgav bandet endnu en EP Yume Narishi Kuuchuu Teien, samt singlen "Mayutsuki no Hitsugi". Den 8. december samme år udgav de en nyindspillet version af deres første EP, med et nyt nummer "Gareki no Hana", efterfulgt af endnu en single, "Mahiru no Koe: Synchronicity".
I 2005 udkom singlen "Yami Yori Kurai Doukoku no a Capella to Bara Yori Akai Jounetsu no Aria" samt bandets første musikvideo, men efter indspilningerne af deres kommende album, forlod Lena bandet den 27. juli. Albummet The Name of the Rose udkom herefter den 28. september og den 5. december fik bandet en ny bassist, Tsunehito, hvorefter de genudgav albummet med Tsunehitos bas i stedet, samt 3 nye sange. Tendensen med at genudgive deres gamle musik fortsatte i 2006, hvor de genudgav deres to første EP'er, og den 18. oktober samme år, udgav de et helt nyt album Tafal Anatomie.
Den 14. marts 2007 udgav D deres første live DVD, med optagelser fra "Tafel Anatomie: Tour 2006". Kort tid efter, reklamerede bandet med endnu en tour på tre dage, for at støtte op om deres nyeste single "Dearest You" der ville blive udgivet den 25. april. Den efterfølgende sommer udgav D to singler mere, for derefter i November at udgive endnu et album, Neo Culture: Beyond the World.
I 2008 indgik D en kontrakt med pladeselskabet Avex Trax, kort efter at have udgivet en DVD med deres sidste tour "Follow me". Den 7. maj blev deres første store single udgivet "Birth", og den 3. september udgav de deres anden store single "Yami no Kuni no Alice / Hamon". Deres første store koncert under det nye pladeselskab hed "Birth: Sora e no Kaiki" og blev afholdt den 8. august, efterfulgt af en tour ved årets slutning, "Alice in Dark Edge".
D's tredje store single "Snow White" blev udgiver i starten af 2009, efterfulgt af deres første store album Genetic World, der blev udgivet den 25. februar. Herefter fulgte udgivelsen af en live-CD samt en DVD fra deres Alice in Darkl Edge tour. D's tour for albummet Genetic Worlds startede herefter i april og sluttede af i maj. Den 23. september samme år, udgav de endnu en single "Tightrope", efterfulgt at singlen "Day by Day" der blev udgiver den 2. december.
I 2010 udgav D singlen "Kaze ga Mekuru Peji" der blev brugt som åbningstema for tv-serien Shinsengumi Peacemaker. Singlen var planlagt, at blive sat til salg den 10. marts, og senere samme måned blev albummet 7th Rose udgivet. Titlen på dette album, var til ære for deres 7'ende år som aktivt band. Derudover blev en DVD samling med optagelser fra deres korte tv-program Bara no Yakata også udgivet den 31. marts, sammen med et stort antal af deres musikvideoer.
D's sidste nye single "In The Name Of Justice" blev udgivet den 17. november 2010.
D har desuden lavet et covernummer af Malice Mizer's sang "Gekka no Yasoukyoku" til samlingen Crush! -90's V-Rock Best Hit Cover Songs-. Albummet blev udgivet den 26. januar 2011, og er en samling af de vigtigste sange for 90'ernes visual kei fremgang, fremført af nye bands.